# The Herders

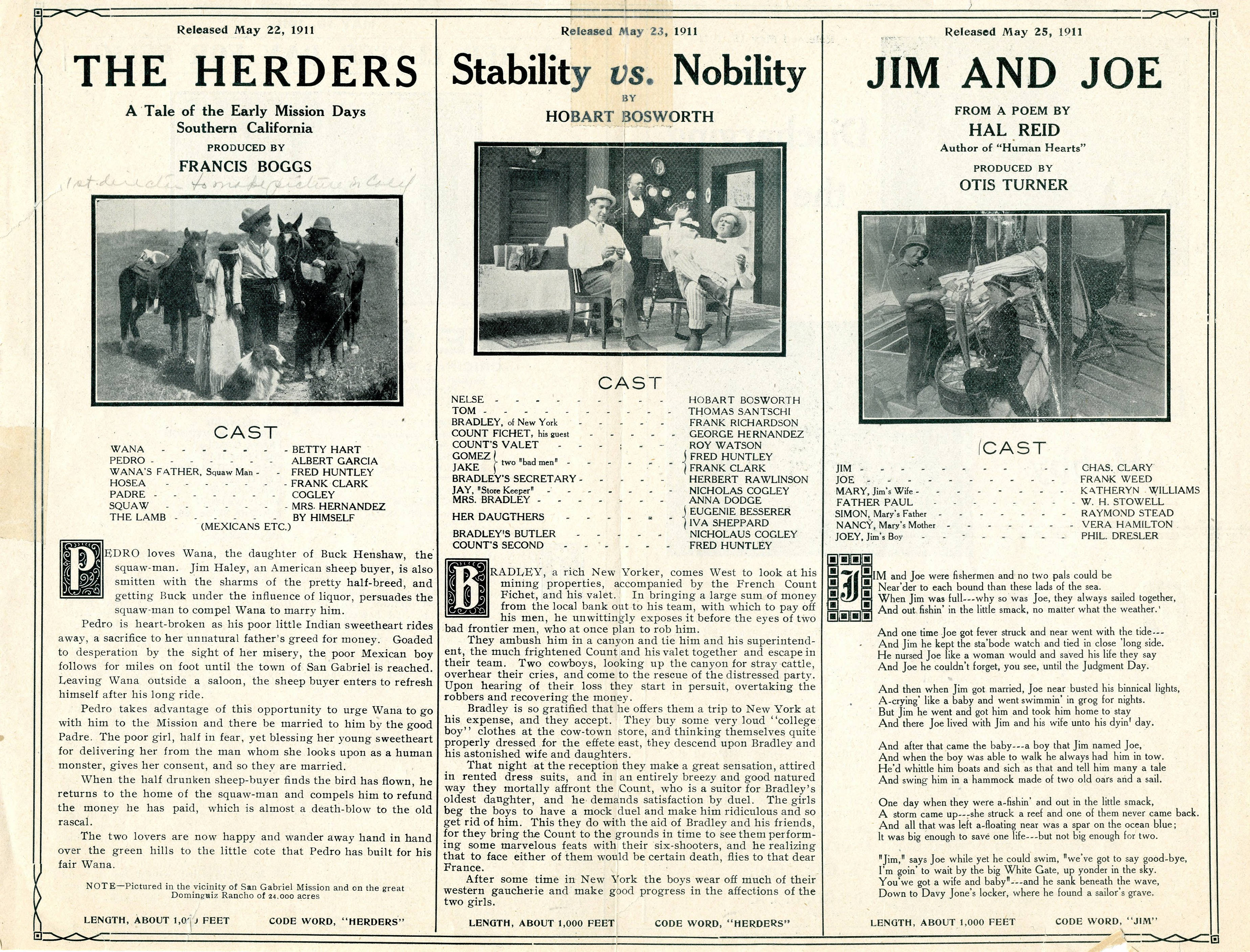
Prospectus de sortie pour The Herders, 1911, (Stability VS. Nobility ; et Jim and Joe.

The Herders est un film muet américain réalisé par Francis Boggs et sorti en 1911.

## Fiche technique
- Réalisation : Francis Boggs
- Production : William Nicholas Selig
- Date de sortie : États-Unis : 22 mai 1911

## Distribution
- Al Ernest Garcia
- Betty Harte
- Fred Huntley
- Frank Clark
- Nick Cogley
- Anna Dodge